# 宮城の萩大通り
宮城の萩大通り（みやぎのはぎおおどおり）は、宮城県仙台市宮城野区萩野町の舘西交差点（銀杏町5号線歩道橋）から若林区古城の仙台バイパス少年鑑別所前交差点（国道4号）までの道路の愛称である。市道台原南小泉線、市道舘西町線の一部からなる。仙台市の愛称命名道路のうちの1つで、1997年（平成9年）に命名された。通りの北側の区間が片側二車線、南側の区間が片側三車線である。

## 歴史
- 1967年（昭和42年）1月25日 - 舘西町線（北側）[2]開通。
- 1989年（平成元年）3月22日 - 川内南小泉線（南側）[3]開通。
- 1997年（平成9年）3月 - 愛称が決定[1]。

## 交差する道路
| 交差する道路                                                        | 交差する道路                       | 交差点                   | 路線番号                           | 道路愛称       |
| 西方向                                                              | 東方向                             | 交差点                   | 路線番号                           | 道路愛称       |
| ------------------------------------------------------------------- | ---------------------------------- | ------------------------ | ---------------------------------- | -------------- |
| 市道宮城野1190号舘西町線                                            |                                    |                          |                                    |                |
| 市道宮城野1205号銀杏町5号線 市道宮城野2416号元寺小路福室（その9）線 | 市道宮城野1205号銀杏町5号線        | 銀杏町                   | 市道宮城野1190号舘西町線           | 宮城の萩大通り |
| 市道宮城野1160号宮城野街路1号線                                     |                                    |                          | 市道宮城野1190号舘西町線           | 宮城の萩大通り |
| 市道宮城野1161号宮城野街路2号線                                     |                                    |                          | 市道宮城野1190号舘西町線           | 宮城の萩大通り |
| 市道宮城野1162号宮城野街路3号線                                     |                                    |                          | 市道宮城野1190号舘西町線           | 宮城の萩大通り |
| 市道宮城野1164号宮城野街路5号線                                     |                                    |                          | 市道宮城野1190号舘西町線           | 宮城の萩大通り |
| 市道宮城野1183号宮城野街路24号線                                    |                                    |                          | 市道宮城野1190号舘西町線           | 宮城の萩大通り |
| 市道宮城野1129号志波北街路2号線                                     |                                    |                          | 市道宮城野1190号舘西町線           | 宮城の萩大通り |
| 市道宮城野1159号宮城野幹線3号線                                     |                                    |                          | 市道宮城野1190号舘西町線           | 宮城の萩大通り |
| 市道宮城野1157号宮城野幹線1号線                                     |                                    |                          | 市道宮城野1190号舘西町線           | 宮城の萩大通り |
| 市道宮城野1152号志波北街路25号線                                    |                                    |                          | 市道宮城野1190号舘西町線           | 宮城の萩大通り |
| 市道宮城野1178号宮城野街路19号線                                    |                                    |                          | 市道宮城野1190号舘西町線           | 宮城の萩大通り |
| 宮城県道137号荒浜原町線                                             | 宮城県道137号荒浜原町線            | 宮千代1丁目              | 市道若林268号台原南小泉（その7）線 | 宮城の萩大通り |
| 市道若林249号旭町2号線                                              |                                    |                          | 市道若林268号台原南小泉（その7）線 | 宮城の萩大通り |
| 市道若林247号旭町線                                                 |                                    |                          | 市道若林268号台原南小泉（その7）線 | 宮城の萩大通り |
| 市道若林267号狐小路尼寺（その1）線                                  | 市道若林267号狐小路尼寺（その1）線 | 大和町2丁目              | 市道若林268号台原南小泉（その7）線 | 宮城の萩大通り |
| 市道若林246号大和町16号線                                           | 市道若林261号志波町3号線           |                          | 市道若林268号台原南小泉（その7）線 | 宮城の萩大通り |
| 市道若林222号不動東1号線                                            |                                    |                          | 市道若林268号台原南小泉（その7）線 | 宮城の萩大通り |
|                                                                     | 市道若林317号大和町二丁目12号線    |                          | 市道若林268号台原南小泉（その7）線 | 宮城の萩大通り |
| 市道若林228号大和町一丁目2号線                                      |                                    |                          | 市道若林268号台原南小泉（その7）線 | 宮城の萩大通り |
|                                                                     | 市道若林275号中倉法領塚下線        |                          | 市道若林268号台原南小泉（その7）線 | 宮城の萩大通り |
| 市道若林208号一本杉町2号線                                          |                                    |                          | 市道若林268号台原南小泉（その7）線 | 宮城の萩大通り |
| 市道若林211号南小泉法領塚下線                                       |                                    |                          | 市道若林268号台原南小泉（その7）線 | 宮城の萩大通り |
|                                                                     | 市道若林280号中倉一丁目2号線       |                          | 市道若林268号台原南小泉（その7）線 | 宮城の萩大通り |
|                                                                     | 市道若林281号中倉一丁目3号線       |                          | 市道若林268号台原南小泉（その7）線 | 宮城の萩大通り |
|                                                                     | 市道若林282号中倉一丁目4号線       |                          | 市道若林268号台原南小泉（その7）線 | 宮城の萩大通り |
| 市道若林206号一本杉町線                                             |                                    |                          | 市道若林268号台原南小泉（その7）線 | 宮城の萩大通り |
| 宮城県道235号荒井荒町線                                             | 宮城県道235号荒井荒町線            | 一本杉町                 | 市道若林268号台原南小泉（その7）線 | 宮城の萩大通り |
| 市道若林205号南小泉茂庭線                                           |                                    |                          | 市道若林268号台原南小泉（その7）線 | 宮城の萩大通り |
| 市道若林204号門田丁線                                               |                                    |                          | 市道若林268号台原南小泉（その7）線 | 宮城の萩大通り |
| 市道若林157号八軒小路遠見塚線                                       |                                    |                          | 市道若林268号台原南小泉（その7）線 | 宮城の萩大通り |
| 市道若林197号南小泉中丁線                                           | 市道若林270号遠見塚小学校西通線    |                          | 市道若林268号台原南小泉（その7）線 | 宮城の萩大通り |
| 市道若林196号古城線                                                 |                                    |                          | 市道若林268号台原南小泉（その7）線 | 宮城の萩大通り |
| 市道若林195号南小泉東裏丁線                                         |                                    |                          | 市道若林268号台原南小泉（その7）線 | 宮城の萩大通り |
| 市道若林162号河原町古城丁線                                         |                                    |                          | 市道若林268号台原南小泉（その7）線 | 宮城の萩大通り |
| 市道若林1042号古城三丁目2号線                                       |                                    |                          | 市道若林268号台原南小泉（その7）線 | 宮城の萩大通り |
| 国道4号＜仙台バイパス＞                                             | 国道4号＜仙台バイパス＞            | 仙台バイパス少年鑑別所前 | 市道若林268号台原南小泉（その7）線 | 宮城の萩大通り |
| 市道若林958号沖野一丁目1号線                                        |                                    |                          |                                    |                |

## 沿道の施設
- 東北医科薬科大学若林病院
- ヨークベニマル遠見塚店